# NGC 6817/1
NGC 6817/1 је спирална галаксија у сазвежђу Змај која се налази на NGC листи објеката дубоког неба.
Деклинација објекта је + 62° 23' 2" а ректасцензија 19h 37m 23,5s. Привидна величина (магнитуда) објекта NGC 6817 износи 15,0 а фотографска магнитуда 15,8. NGC 68171 је још познат и под ознакама MCG 10-28-5, CGCG 303-4, PGC 63431.